# Józef Oleksy
Józef Oleksy (ˈjuzɛf ɔˈlɛksɨ) (Nowy Sącz, 22 giugno 1946 – Varsavia, 9 gennaio 2015) è stato un politico polacco, ex Presidente dell'Alleanza della Sinistra Democratica (Sojusz Lewicy Demokratycznej, SLD), e Primo ministro della Polonia dal 1995 al 1996.
Dal 1968 al 1990 fu membro del Partito Operaio Unificato Polacco comunista. Fu nominato Primo ministro della Polonia nel 1995 e restò in carica fino al 1996, quando si dimise per le accuse di contatti con il KGB. Dal 21 aprile 2004 al 5 gennaio 2005 fu Maresciallo del Sejm (Presidente del Sejm, la camera bassa del Parlamento della Polonia). È anche ex Ministro degli Interni e dell'Amministrazione della Repubblica di Polonia.

## Le registrazioni di Oleksy
Le registrazioni di Oleksy, che rivelavano le sprezzanti opinioni dei membri dell'Alleanza della Sinistra Democratica (SLD) post-comunista da parte dell'ex Primo ministro della Polonia e di uno dei leader del partito, potrebbero portare a investigazioni. Gli audio, diffusi sui media il 22 marzo 2007, sono registrazioni di conversazioni private che Oleksy ebbe con il più ricco affarista della Polonia, Aleksander Gudzowaty.
Alcuni analisti polacchi sostengono che Gudzowaty inscenò incontri con politici di sinistra per registrare le conversazioni. Gli audio infatti suggeriscono episodi di corruzione all'interno del partito SLD. Oleksy accusò l'ex Presidente della Polonia Aleksander Kwaśniewski di finanziamenti illegali, parlò molto aspramente dell'allora leader SLD Wojciech Olejniczak e di diversi altri membri del partito.
Jozef Oleksy si è pubblicamente scusato per il fatto, dicendo che si trattava di conversazioni strettamente private. I leader SLD e tutti coloro che sono stati menzionati nelle registrazioni stanno valutando se sia possibile intentare azioni legali contro Józef Oleksy.
Muore di cancro il 9 gennaio 2015 a Varsavia all'età di 68 anni.